# پیوتر فیودوروف
پیوتر فیودوروف (روسی: Пётр Петрович Фёдоров؛ زادهٔ ۲۱ آوریل ۱۹۸۲) یک هنرپیشه اهل روسیه است. وی از سال ۲۰۰۰ میلادی تاکنون مشغول فعالیت بوده‌است.
از فیلم‌ها یا برنامه‌های تلویزیونی که وی در آن نقش داشته است می‌توان به استالینگراد اشاره کرد.